# Archivo de la Diputación Provincial de Burgos

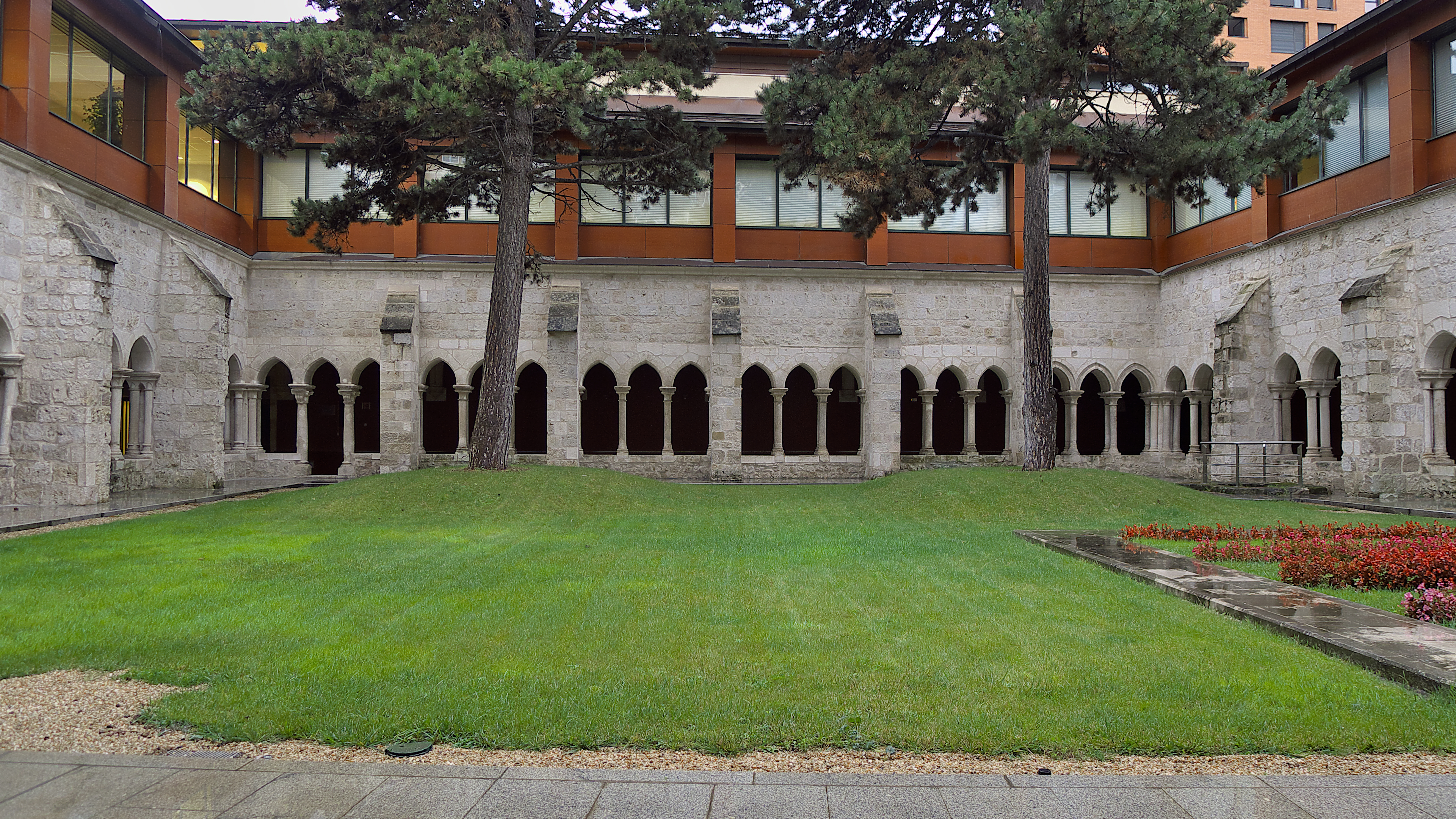
Imagen del Antiguo convento de San Agustín

El Archivo Histórico Provincial de Burgos tiene como función de mantener el patrimonio documental creado por el gobierno autonómico y estatal, hallado en la provincia y llevado al archivo poniéndolo a disposición de ciudadanos y administración.

## Historia
El archivo fue creado en Burgos el 25 de octubre de 1813. En la ubicación del antiguo a Convento de San Agustín.

## Uso actual
Las funciones principales del Archivo de la Diputación Provincial de Burgos: 
- Vigilar y proteger la documentación que recibe la institución.

- Garantizar la conservación y custodia de los documentos para dar fe y difundirlos entre los ciudadanos y cooperar en exposiciones.[3]